# Johann VI. von Cochem
Johann VI. von Cochem (* um 1524 in Cochem; † 13. Januar 1597 in Maria Laach) war ein deutscher Benediktiner und der 26. Abt im Kloster Maria Laach.

## Leben
Johann VI. von Cochem war ein Sohn der Eheleute Johann und Barbara Ricius. Dies belegen Protokolle seiner Aussagen vor dem Reichskammergericht in Speyer aus den Jahren 1580 und 1582.
Im Kloster Maria Laach war er ab 1552 als Cellerar tätig und renovierte in dieser Funktion im Jahre 1554 Klosterbesitzungen an der Untermosel. Am 27. Juli 1568 wurde er vor den anwesenden Äbten von Deutz und Brauweiler von den Laacher Konventualen  mehrheitlich zum 26. Abt des Klosters gewählt. Die Weihe vollzog Weihbischof Gregorius im Beisein eines zahlreichen Klerus und des benachbarten Adels. Da der Erzbischof von Trier Jakob von Eltz jedoch nicht rechtzeitig über die Wahl informiert worden war, konnte Johann von Cochem den Eid vor ihm erst am 17. Dezember des gleichen Jahres leisten. Auch die Investitur durch den Erzbischof von Köln zögerte sich bis 1572 hin und führte zu einem Streit über die Gebühr für die Ausstellung des Investitur-Briefes. 1580 kam es zu einem Konflikt zwischen Kurköln und Kurtrier über die Erhebung von Steuern in Kruft und in der Folge zu einer Besetzung des Klosters Abt Johann flüchtete erst nach Mayen und dann nach Koblenz. 
Im September 1580 erteilte ihm Kurfürst Jakob von Eltz die ehrenvolle Aufgabe, die Nonnen aus dem Kloster In der Lehr in Koblenz in das Kloster Niederwerth zu geleiten. Am Dreikönigstag 1587 plünderten erneut Kölner Soldaten das Kloster, worauf die herbeigerufenen Krufter Untertanen die Flucht ergriffen. Abt Johann verpflichtete sie daraufhin erneut durch den Kellner Jacob von Alken, dass sie in solchen Fällen ihre Schuldigkeit zu tun hätten, was sie dann auch eidlich versprachen. Nach einer Dienstzeit von fast 29 verstarb Johann von Cochem in octava Epiphaniae (am 13. Januar) 1597.

## Ergänzendes
Aus Aufzeichnungen geht hervor, dass ab dem Jahr 1500 mehrere Mütter von Laacher Äbten Präbende durch das Kloster Maria Laach erhalten hatten, so auch die am 9. April 1570 verstorbene Mutter von Abt Johann, Barbara von Cochem (Cochemensis, bzw. Cochemius) wie sich später nannte. Am 29. September 1580 erwarb der Dekan des Pfalzeler Stifts Peter Homphaeus von Abt Johann eine Rente auf den Hof und die Güter der Abtei Ebernach. Im Zeitraum von 1588 bis 1597 regelte er mit dem Trierer Erzbischof Johann VII. von Schönenberg die Rechte der Wälder “Kirst und Thirn” auf den Höhen des Cochemer Krampens, zu denen die Propstei Ebernach, Cochem, Cond, Valwig, Ernst, Ellenz und Poltersdorf, Faid und Dohr als Eigentümer gehörten.